# Die (circuit intégré)
 (janvier 2010).
Si vous disposez d'ouvrages ou d'articles de référence ou si vous connaissez des sites web de qualité traitant du thème abordé ici, merci de compléter l'article en donnant les références utiles à sa vérifiabilité et en les liant à la section « Notes et références ».
Pour les articles homonymes, voir Die et Puce.

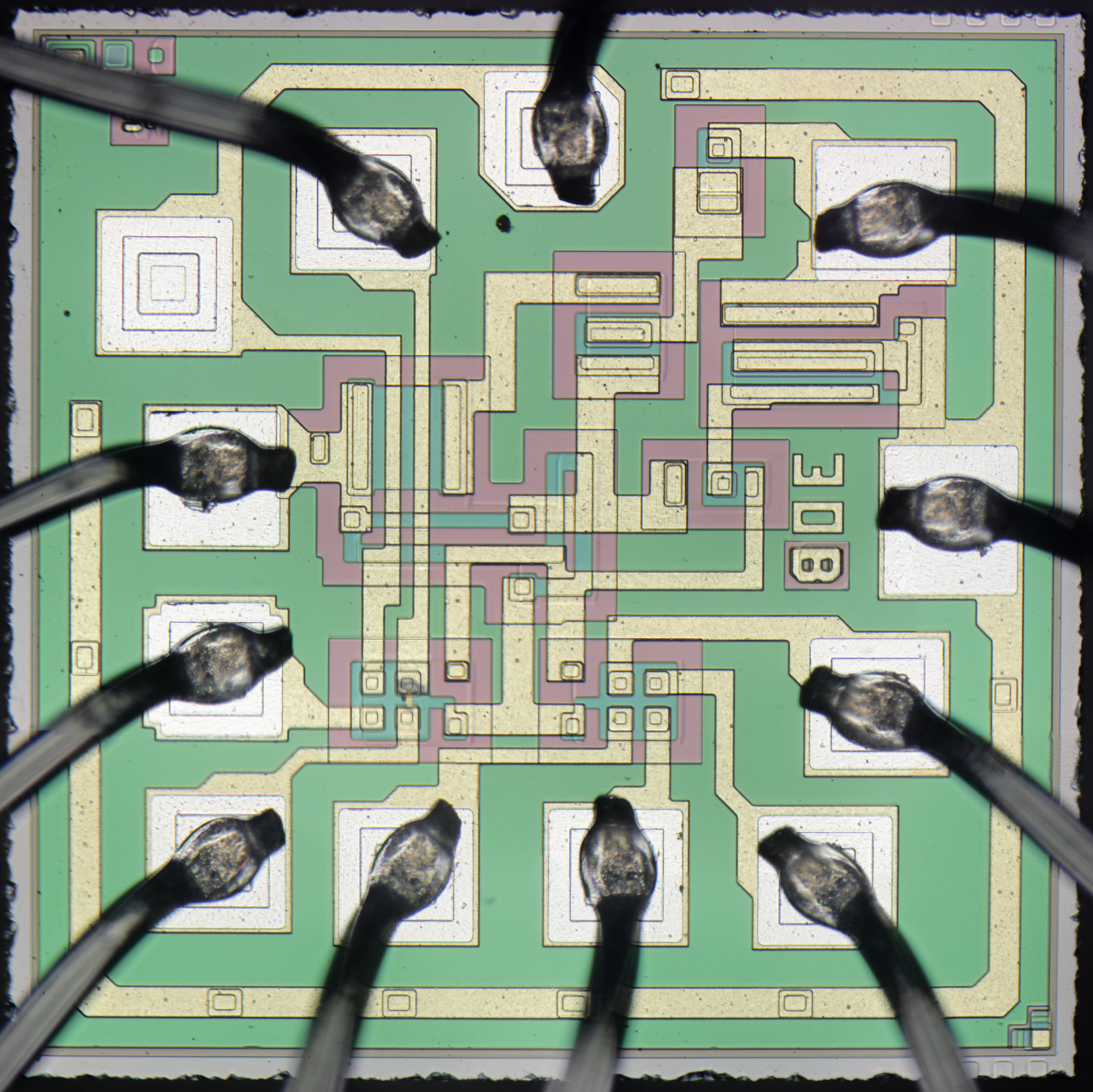
Puce nue d'un circuit intégré Texas Instruments 5430.

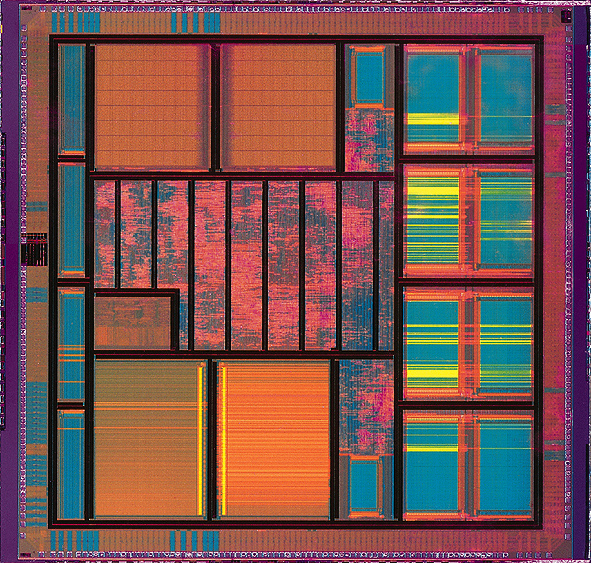
Un en de circuit intégré VLSI.

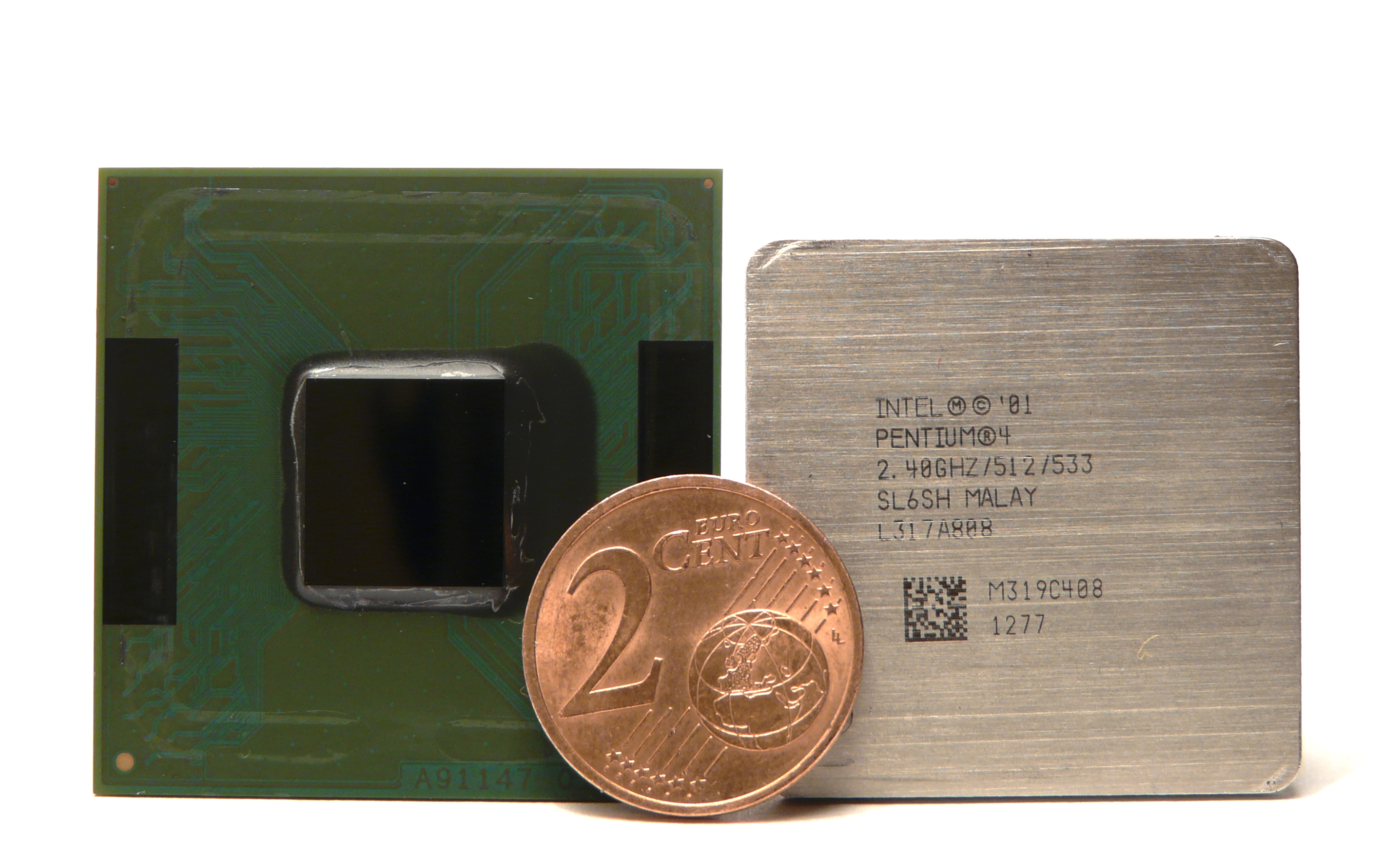
en d'un Intel Pentium 4 visible après le retrait de l'IHS.

En électronique, un die (de l'anglais) est un petit morceau rectangulaire résultant de la découpe d'un wafer sur lequel un circuit intégré a été fabriqué. Par extension, « die » désigne le circuit intégré lui-même sans son boîtier, et il est synonyme de puce électronique.
Les dies sont obtenus par découpe (« die » désigne aussi la machine de découpe en anglais) des tranches de semi-conducteur sur lesquelles ont été reproduits à l'identique par une succession de différentes étapes de photolithogravure, implants ioniques, dépôt de couches minces, etc., un ou même plusieurs circuits électroniques.
Le terme « die » est en anglais le singulier du mot dé, qui donne « dice » au pluriel. Ainsi, « a die » veut dire « un dé », au sens de morceau carré. 
On appelle en anglais die shot les microphotographies que l'on fait de ces dies ou les différentes expositions du die lors de sa fabrication avec un « stepper » lors des étapes de photolithographie.